# Plectromerus pumilus
Plectromerus pumilus är en skalbaggsart som beskrevs av Mont A. Cazier och Lacey 1952. Plectromerus pumilus ingår i släktet Plectromerus och familjen långhorningar.
Artens utbredningsområde är Bahamas. Inga underarter finns listade i Catalogue of Life.